# Tiodazosin
Tiodazosin je antagonist α1-adrenergičkog receptor.